# طباعة حجرية ضوئية

رسم توضيحي مُبسط للحفر/النقش الجاف باستخدام مقاوم الضوء الإيجابي أثناء عملية الطباعة الضوئية في التصنيع الدقيق لأشباه الموصلات (ليس على نطاق واسع).

الطباعة الحجرية الضوئية(1) أو الطباعة الضوئية (بالإنجليزية: Photolithography) بوجهٍ عام هي تكنولوجيا طباعة الدوائر الإلكترونية، على سطوح الرقائق الدقيقة. ويأتى سبب تسميتها بالطباعة الحجرية الضوئية، لأنها تماثل الطباعة الحجرية المستخدمة في بعض أنواع الطباعة. ولكن تستخدم الضوء في نقل النماذج كما في التصوير الفوتوغرافى.. أما العيب الأساسى في هذه التقنية، فهو لزوم استخدامها على الأسطح المستوية فقط. وتتطلب شروط صارمة لنظافة الوسط.
وتعتبر من أحدث التقنيات في مجال الطباعة الحفرية وتستخدم كأداة أساسية في عمليات التصنيع الدقيق عن طريق طبع شكل هندسي ذات أبعاد صغيرة جدا على سطح غشاء رقيق وذلك بإزالة أجزاء انتقائية من هذا السطح بواسطة أشعة ضوئية ساقطة عليها.
وتتلخص فكرة عملية الطباعة الضوئية أساساً في استخدام الأشعة الضوئية لنقل شكل هندسي سابق التجهيز من قالب أو غطاء ضوئي إلى حيث يتم تثبيته على سطح المادة بمساعدة مركب كيميائي يغطي سطحها ويكون عالي الحساسية لتلك الأشعة الضوئية. ثم يتبع ذلك سلسلة من المعالجات الكيميائية التي تؤدي في نهاية الأمر إلى حفر ونقش الشكل الهندسي بدقة ووضوح على السطح أسفل المادة الحساسة للضوء. وعلى سبيل المثال، فإنه يلزم تكرار هذه العملية أكثر من 50 مرة لتصنيع بعض الدوائر الإلكترونية المتكاملة ذات التطبيقات المتقدمة.
وكما هو الحال في عملية التصوير الضوئي (حيث يتم تعريض الأجسام المراد تصويرها إلى أشعة الضوء), فإنه يجب أيضا تعريض الأشكال والأجسام المراد طباعتها إلى أشعة الضوء في الطباعة الضوئية إما بطريقة مباشرة أو عن طريق استقبال الصورة المنعكسة من الغطاء الضوئي كما هو الحال في طباعة لوحات الدوائر الإلكترونية.
ومن خلال تقنية الطباعة الضوئية نستطيع تكوين نماذج هندسية متناهية الصغر ذات أبعاد تصل إلى أجزاء من المليون من المتر، مع المحافظة في نفس الوقت على أشكال وأحجام هذه النماذج بدقة متناهية. بالإضافة إلى ذلك، فإن تقنية الطباعة الضوئية تعتبر طريقة اقتصادية فعالة بدلالة كل من الوقت والتكلفة المادية اللازمين لعملية التصنيع. إلا أنه من أبرز عيوب تلك التقنية حتمية أن يكون كلا من سطح المادة المراد الطباعة عليه والنموذج الهندسي المطلوب طباعته شديدي الاستواء، كما أن جميع مراحل التصنيع يجب أن تتم في معامل خالية تماما من عوامل التلوث البيئي المختلفة مما يضع قيودا إضافية على ظروف التشغيل.

## طريقة التصنيع الأساسية

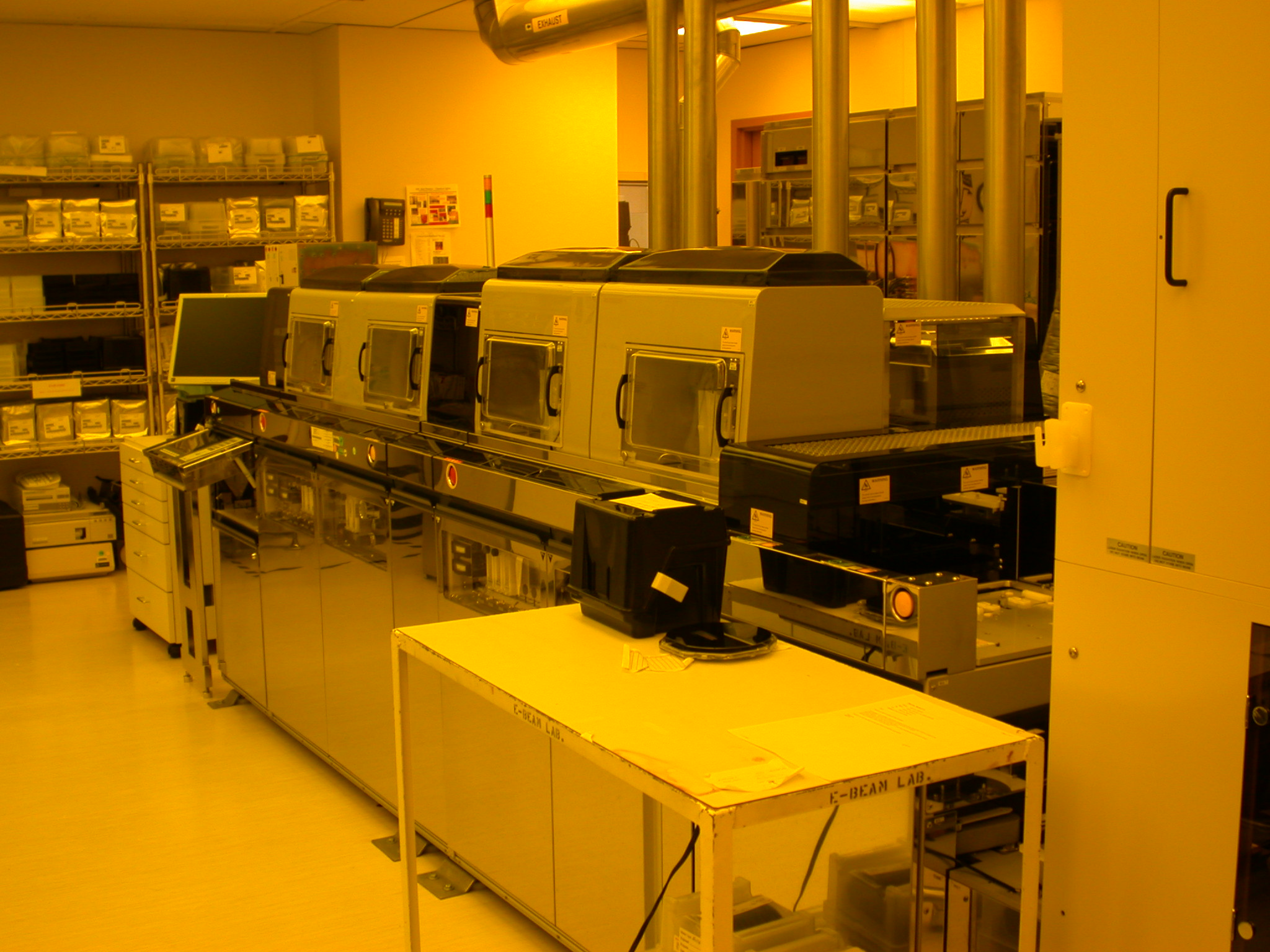
جزء من مختبر الطباعة الضوئية ويظهر فيه مكان وضع الشريحة الرقيقة وكذلك مصدر الضوء الليزري الذي يبعث أشعة فوق بنفسجية عند 365 نانومتر.

تشتمل الدورة الواحدة من عملية الطباعة الضوئية على تنفيذ عدة مراحل متتالية داخل حجرات معامل نظيفة ومعقمة تحتوي على أنظمة ألية دقيقة لتنسيق عملية التصنيع على الشرائح الرقيقة. ومما هو جدير بالذكر أن طريقة التصنيع المذكورة هنا لاتشتمل على بعض المعالجات المتقدمة مثل أدوات ترقيق الشرائح والا زالة الدقيقة لزوائد حواف الشرائح.

### التنظيف والتنقية
يتم أولا إجراء عملية ازالة للمواد العضوية، وغير العضوية الموجودة على سطح الشريحة الرقيقة، وتمثل مصدر من مصادر التلوث، التي تؤثر بشكل كبير على نتيجة عملية الطباعة الضوئية.
وللحصول على أفضل النتائج، تستخدم عادة الطرق الكيميائية السائلة في إزالة هذه الملوثات ومن أشهر هذه الطرق استخدام محاليل كيميائية تحتوي بيروكسيد الهيدروجين.

### التجهيز
- يتم تسخين الرقاقة في البداية، إلى درجة حرارة كافية، لإزالة أي رطوبة قد تكون موجودة على سطح الرقاقة، (150 درجة مئوية) لمدة عشر دقائق كافية.
- يجب تنظيف الرقائق التي تم تخزينها، كيميائيًا لإزالة التلوث.
- يتم تطبيق «محفز الالتصاق» السائل أو الغازي، مثل أمين ثنائي ميثيل (ثلاثي ميثيل سيليسيلازان، HMDS)، لتعزيز التصاق مقاوم للرقائق.
- تتفاعل الطبقة السطحية لثاني أكسيد السيليكون على الرقاقة مع HMDS لتشكيل ثاني أكسيد السيليكون ثلاثي الميثيل، وهو عبارة عن طبقة طاردة للماء بدرجة عالية لا تختلف عن طبقة الشمع على طلاء السيارة.
- هذه الطبقة المقاومة للماء تمنع المطور المائي من الاختراق، بين الطبقة المقاومة للضوء، وسطح الرقاقة، وبالتالي تمنع ما يسمى برفع الهياكل المقاومة للضوء الصغيرة في النمط (النامي).
- من أجل ضمان تطور الصورة، من الأفضل تغطيتها ووضعها على طبق ساخن، وتركها تجف مع تثبيت درجة الحرارة عند (120 درجة مئوية).

### وضع المادة المقاومة للضوء
في هذه المرحلة، تغطى سطح الشريحة الرقيقة بطبقة من مادة مقاومة للضوء (طلاء ضوئي) عن طريق تقنية الطلاء المغزلي حيث يتم توزيع محلول مائي من هذه المادة على سطح الشريحة ثم يتم تدوير قاعدة حمل الشريحة بسرعات عالية لتكوين طبقة منتظمة ومستوية من المادة. وفي العادة يتم تدوير الشريحة بسرعات من 1200 إلى 4800 لفة / دقيقة لفترة زمنية تتراوح من 30 إلى 60 ثانية، لإنتاج طبقة من المادة المقاومة للضوء يتراوح سمكها من 0.5 إلى 2.5 ميكرومتر. ويعمل المحلول الكيميائي المذكور في الفقرة السابقة على تأكيد عملية التصاق هذه المادة مع سطح الشريحة. وعند الالتزام الدقيق بكل ظروف التشغيل السابق ذكرها فإن عدم الانتظام في استواء الطبقة المتكونة يترواح بين 5 إلى 10 نانومتر. وقد أمكن تفسير الحصول على هذه الطبقة عالية الاستواء عن طريق النمذجة والمحاكاة الحاسوبية لحركة السائل اللزج على سطح الشريحة (ميكانيكا الموائع) والتي تبين أن السائل في أعلى الطبقة يتحرك بسرعة أكبر بكثير منها في أسفل الطبقة، حيث تعوق قوى اللزوجة السائل من الحركة بحرية عن طريق ربط جزيئاته مع تلك الموجودة على سطح الشريحة. وبالتالي فإن الطبقة العليا من المادة يتم قذفها بسرعة عالية إلى حواف الشريحة بينما لا تزال الطبقة السفلى تزحف بسرعة أقل منتشرة ببطء بصورة قطرية على امتداد جسم الشريحة. وبهذه الطريقة يتم إزالة أي نتوءات أو ارتفاعات من المادة تاركة وراءها طبقة شديدة الاستواء على سطح الشريحة.
وفي نهاية هذه المرحلة يتم تسخين الشريحة الرقيقة عند درجة حرارة تتراوح من 90 إلى 100 درجة مئوية لمدة زمنية تترواح من 30 إلى 60 ثانية باستخدام جهاز لوح التسخين وذلك لضمان تخلص سطح الشريحة من أي شوائب أو زوائد للمادة السائلة.

### التعريض والاظهار
بعد تسخين الشريحة في نهاية المرحلة السابقة يتم تعريض الطبقة العليا منها (طبقة المادة المقاومة للضوء) إلى ضوء عالي الشدة ينتمي عادة إلى المنطقة فوق البنفسجية من الطيف الكهرومغناطيسي ويحتوي على النموذج أو الشكل الهندسي المراد طباعته على سطح الشريحة. وتسبب عملية التعريض الضوئي حدوث تغيير في التركيب الكيميائي لاجزاء من المادة المقاومة للضوء والتي تصبح قابلة للذوبان عند وضعها في محلول الإظهار العضوي، مما يؤدي إلى ازالة هذه الاجزاء في عملية مشابهة لتقنية اظهار الصور الفوتوغرافية.
يتم تسخين الشريحة قبل وضعها في محلول الإظهار وذلك بغرض اضعاف تأثير الموجات الراكدة والتي تحدث نتيجة تداخل الموجات البناءة والهدامة، بين الموجات الضوئية الساقطة على المادة المقاومة للضوء. وتحتوي محاليل الإظهار عادة على مركب هيدروكسيد الصوديوم، ولكن الصوديوم يعتبر في هذه الحالة عنصر غير مرغوب فيه نظراً لانه يسبب خللاً في ألية عمل العديد من اللوحات الإلكترونية المطبوعة مما يؤدي إلى تقليل كفاءتها العملية.
بعد ذلك يتم تسخين الشريحة إلى درجات حرارة عالية نسبياً تترواح من 120 إلى 180 درجة مئوية ولفترة زمنية تترواح من 20 إلى 30 دقيقة وذلك بغرض زيادة صلابة الطبقة المتبقية من المادة المقاومة للضوء، لتصبح أكثر متانة حتى تتحمل عملية الحفر على الشريحة والتي تتم باستخدام إحدى التقنيات التالية: الحفر بزرع الأيونات، أو الحفر بالكيمياء السائلة، أو الحفر بالبلازما.

### الحفر والتشكيل
في عملية الحفر والتشكيل، يتم ازالة الطبقة العلوية من الشريحة في المناطق الغير محمية بطبقة المادة المقاومة للضوء. ويتوقف استخدام إحدى تقنيات الحفر والتشكيل المذكورة على نوع الشرائح الرقيقة المصنعة. فمثلا في عمليات تصنيع أنظمة أشباه الموصلات، يتم استخدام تقنيات الحفر والتشكيل الجافة مثل البلازما حتى نتجنب حدوث أي تشويه في شكل النموذج المتكون على المادة المقاومة للضوء. أما بالنسبة لتصنيع الأنظمة الكهروميكانيكية فإن استخدام تقنيات الحفر والتشكيل السائلة مثل المحاليل الكيمائية يصبح ضرورة لاغنى عنها وذلك للحفاظ على الخصائص الفيزيائية لتلك الأنظمة.

### ازالة المادة المقاومة للضوء
بعد الانتهاء من مرحلة الحفر والتشكيل، تصبح المادة المقاومة للضوء عديمة الفائدة ويجب ازالتها من على سطح الشريحة. ويتم هذا عادة باستخدام محلول كيميائي يقوم بتغيير الخصائص الكيميائية للمادة بحيث تفقد ميزة الالتصاق بسطح الشريحة. ويمكن أيضا استخدام مصدر البلازما المحتوي على غاز الاكسجين لا زالة المادة المقاومة للضوء فيما يسمى بعملية الرماد وهي مشابهة في الأساس لتقنية الحفر الجاف.

## أنظمة التعريض والطباعة
ان الوظيفة الأساسية لأنظمة التعريض تكمن في تكوين صورة على الشريحة الرقيقة باستخدام غطاء ضوئي. والغطاء أو القالب الضوئي ببساطة عبارة عن الشكل أو النموذج الهندسي المراد طباعته وبالتالي فإنه يمرر الأشعة الضوئية الساقطة عليه في أجزاء معينة بينما يقوم بمنع مرورها في أجزاء أخرى. ومن الممكن استخدام الأشعة الضوئية مباشرة بدون الحاجة إلى المرور من خلال غطاء ضوئي كما هو الحال في بعض التطبيقات العلمية غير التجارية. ويمكننا تقسيم أنظمة التعريض الضوئية بحسب المكونات البصرية من عدسات ومرايا المستخدمة في نقل صورة النموذج الهندسي من الغطاء الضوئي إلى الشريحة.

### التلاصق والتجاور
بالنسبة إلى طباعة التلاصق، وهي أبسط أنواع أنظمة التعريض الضوئي، يتم وضع الغطاء الضوئي في وضع تلاصقي تام مع الشريحة الرقيقة ثم يسمح بمرور الأشعة الضوئية من خلاله كما تم توضيحه من قبل. أما في حالة طباعة التجاور، فإن الغطاء الضوئي يوضع على مسافة قريبة من الشريحة (بشرط عدم حدوث تلامس).
وفي كلتا الحالتين فإن الغطاء الضوئي لابد أن يغطي كامل مساحة الشريحة الرقيقة وعلى نفس مستوى المحاذاة، كذلك لابد أن يكون توزيع الشدة الضوئية الساقطة منتظماً على كامل الغطاء الضوئي. وبطبيعة الحال فإن صعوبة تحقيق هذه الظروف تزداد باضطراد مع زيادة مساحة الشريحة الرقيقة المستخدمة.
وعلى الرغم من بساطة النوع الأول من الناحيتين العملية والتطبيقية وكذلك ارتفاع دقة تحليله (دقة التحليل تتناسب طرديا مع الجذر التربيعي لحاصل ضرب الطول الموجي والمسافة الفاصلة بين الشريحة والغطاء الضوئي), إلا أن طباعة التجاور تعتبر هي النوع الأكثر شيوعاً خصوصا عند تصنيع كميات تجارية كبيرة من الشرائح نظراً لارتفاع نسبة تلف الشريحة وكذلك الغطاء الضوئي عند استخدام تقنية طباعة التلاصق.

### الإسقاط
تستخدم تقنية طباعة الإسقاط في تصنيع الأنظمة المتكاملة ذات الابعاد الكبيرة. وبالمقارنة مع طباعات التلاصق والتجاور، فإن طباعة الإسقاط لاتحتاج أغطية ضوئية ذات مساحات كبيرة حيث أنها تقوم بإسقاط الأشعة الضوئية المنعكسة من الغطاء الضوئي على الشريحة مرات عديدة متتالية باستخدام تقنيات مثل الإسقاط المرحلي المتتابع أو الإسقاط المساحي لتكوين صورة الشكل الهندسي بالكامل على سطح الشريحة. بالإضافة إلى ذلك فإن طباعة الإسقاط تتميز بالدقة التحليلية العالية لانها تقوم بتصوير أجزاء نقطية صغيرة جدا من الغطاء الضوئي كل على حدة مقارنة بنوعي الطباعة السابقين حيث يتم تصوير الشكل بالكامل مرة واحدة فقط.

## الأغطية الضوئية
يتم تكوين النموذج المراد طباعته على الغطاء الضوئي عن طريق تحويل بيانات موضوعة في ملف حوسبي إلى مجموعة من الاشكال الهندسية المضلعة ليتم كتابتها باستخدام تقنية الطباعة الضوئية على سطح شريحة مربعة من مادة الكوارتز المنصهر والمغطاة بطبقة رقيقة من عنصر الكروم. حيث يتم تعريض النموذج الموجود على سطح الشريحة لشعاع ليزر عالي الشدة مكوناً صورة نقطية مسحية متتالية أو صورة موجهة للنموذج الهندسي. وعندما تتعرض المادة المقاومة للضوء على سطح الغطاء لأشعة الليزر، تتعرض الأجزاء من طبقة الكروم والتي تغطي موضع النموذج الهندسي إلى الا زالة تاركة وراءها مسار واضح على سطح غطاء الكوارتز تستطيع أشعة الليزر النفاذ من خلاله إالى حيث توجد الشريحة المراد طباعة النموذج الهندسي عليها.

## دقة التحليل في أنظمة الإسقاط

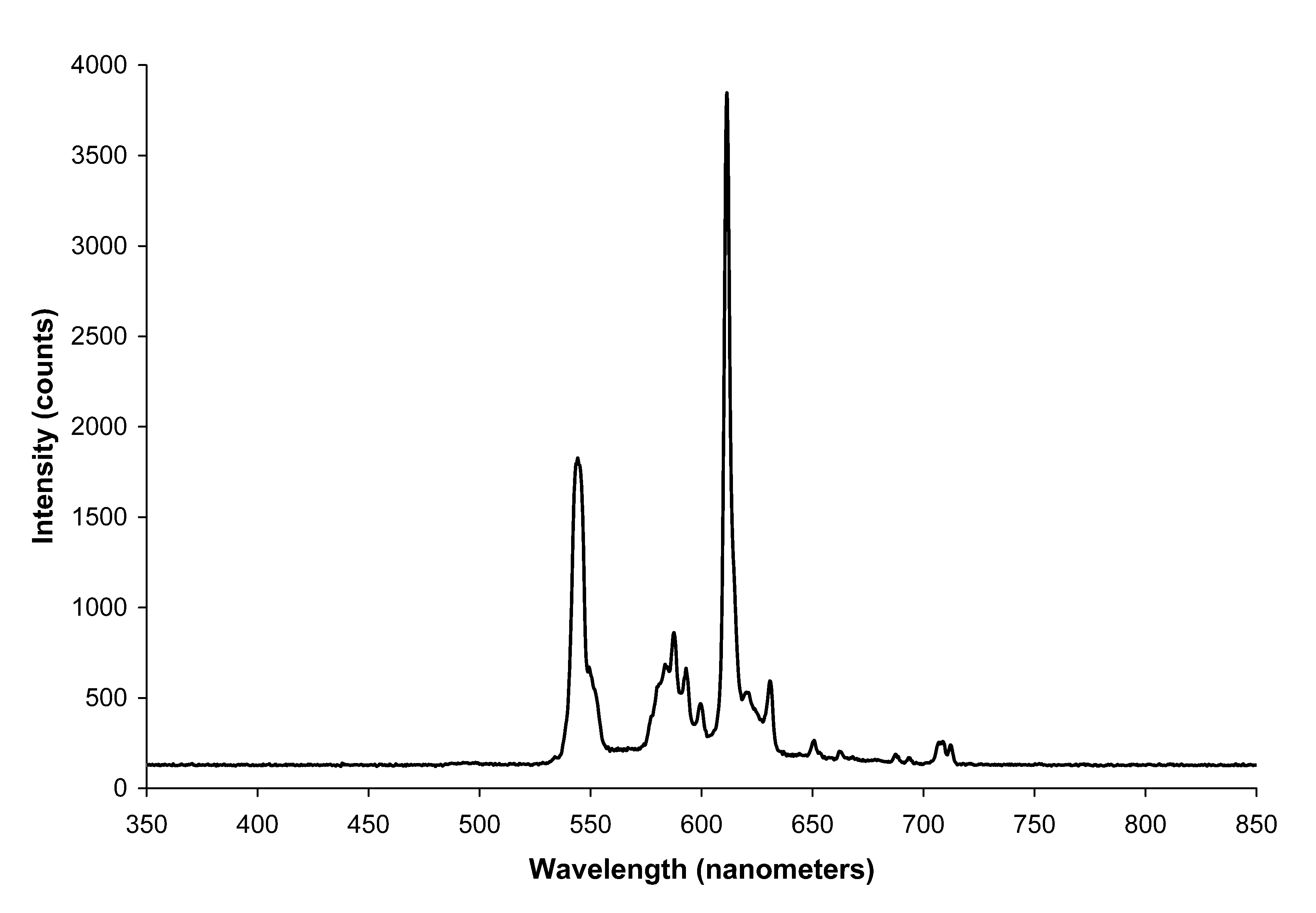
الطيف الكهرومغناطيسي للضوء المنبعث من مصابيح الفلورسنت (بعد مروره من خلال مرشحات ضوئية) والتي تستخدم لإنارة مختبرات الطباعة الضوئية ويظهر فيه أن معظم الشدة الضوئية تقع في المنطقة الصفراء والخضراء من الطيف المرئي. ويؤخذ بهذا الإجراء لتجنب تعريض المادة المقاومة للضوء إلى الأشعة الزرقاء والفوق بنفسجية الموجودة في ضوء مصابيح الفلورسنت الغير مرشحة مما يؤدي إلى تلفها.

إن القدرة على تكوين صورة واضحة ودقيقة لجسم صغير الابعاد على الشريحة الرقيقة يعتمد أساساً على الطول الموجي للضوء المستخدم وكذلك على مدى استطاعة العدسة البصرية الموضوعة خلف الغطاء الضوئي في تجميع أكبر قدر ممكن من الأشعة الضوئية النافذة منه. وتستخدم أنظمة الطباعة الضوئية الحديثة مصادر ليزر الاكسيمر والتي تبعث أطوال موجية قصيرة المدى تقع في منطقة الأشعة فوق البنفسجية العميقة بين 248 إلى 193 نانومتر، مما يسمح بتكوين أشكال هندسية واضحة ودقيقة ذات أبعاد قد تصل إلى 50 نانومتر على الشريحة. وقد ساهم التطور التقني الهائل في مجالات مصادر ليزر الاكسيمر والأنظمة البصرية في العشرين سنة الأخيرة بدور فعال وحيوي في الحفاظ على التطور المستمر في شكل وأبعاد النماذج الهندسية المصنعة بتقنية الطباعة الضوئية كما تنبأ به قانون مور.
وتصف المعادلة التالية أصغر اتساع صورة شكل ما يمكن طباعتها بدقة ووضوح بواسطة نظام الإسقاط الضوئي على سطح الشريحة الرقيقة:
{\displaystyle CD=k_{1}\cdot {\frac {\lambda }{NA}}}
حيث {\displaystyle \,CD} أصغر اتساع للصورة المتكونة، {\displaystyle \,k_{1}} معامل حسابي يضم جميع عوامل وظروف التشغيل لعملية الطباعة وعادة يساوي 0.4 (يمكن الحصول على اتساع صورة أفضل عن طريق خفض قيمة هذا المعامل باستخدام طرق وأدوات الطباعة الحسابية), {\displaystyle \,\lambda } الطول الموجي للضوء المستخدم، {\displaystyle \,NA} وتسمى الفتحة العددية للعدسة المستخدمة في إسقاط الأشعة الضوئية على سطح الشريحة وتساوي الطول البؤري للعدسة مقسوماً على قطرها.
وطبقاً للمعادلة السابقة، فإنه يمكن الحصول على أدنى اتساع للصورة المتكونة عن طريق تقليل الطول الموجي وزيادة الفتحة العددية للعدسة. إلا أن الإجراء الأخير يؤدي إلى انخفاض ملحوظ في عمق البؤرة وهي المسافة التي يتحرك فيها شعاع الليزر على سطح الشريحة بدون حدوث تغيير ملحوظ في النتائج. والمعادلة التالية تحسب عمق البؤرة لشعاع ليزري يتم تركيزه بواسطة عدسة:
{\displaystyle D_{F}=k_{2}\cdot {\frac {\lambda }{\,{NA}^{2}}}}
حيث {\displaystyle \,k_{2}} معامل حسابي أخر يعتمد أيضا على عوامل وظروف التشغيل المختلفة. يلاحظ من المعادلة السابقة أن الفتحة العددية موجودة على شكل دالة تربيعية وهذا معناه أن أي زيادة ولو طفيفة تؤدي إلى نقص ملحوظ في عمق البؤرة لان العلاقة عكسية بين الكميتين. وللحصول على أفضل النتائج فإن تقنيات الطباعة الضوئية الحديثة تستخدم طريقة تسمى الصقل الميكانيكي الكيميائي للحصول على أعلى درجة استواء لكلا من المادة المقاومة للضوء وسطح الشريحة الموجودة أسفلها، مما يؤدي إلى تقليل أهمية تأثير عمق البؤرة للأشعة الليزرية على جودة الطباعة.